# シンタ・デ・オロ
シンタ・デ・オロ（Cinta de Oro、1977年8月5日 - ）は、アメリカ合衆国のプロレスラー。テキサス州エルパソ出身のメキシコ系アメリカ人。
インコグニート（Incognito）、シン・カラ（Sin Cara）など多数の旧リングネームがある。本名はホセ・ホルヘ・アリアガ・ロドリゲス（José Jorge Arriaga Rodríguez）。

## 来歴

### インディー団体
1996年にテキサス州エルパソのバージ高校を卒業。高校卒業と同時にプロレスラーとしてのキャリアを開始するが、家族の都合により家を転々とし、家業を手伝うこともあってトレーニングや試合をまともにすることができなかった。
家業が落ち着き、2000年にミスティコ（Mistico）というリングネームを与えられる。CMLLなどで活躍したミスティコ（イグナシオ・アルヴィルデ、シン・カラのリングネームで2011年から2013年までWWEにも所属していた）の原型であり、ギミック上でも現在のミスティコと遜色ない設定であった。
2004年、WWAにて行われたWWAミドル級王座に挑戦。シコシスから王座を奪取した。
同年、CMLLのアストロ・ボーイがリングネームをミスティコに変更したため、2005年からミスティコ・デ・フアレス（Mistico de Juarez）またはM[ i ]sticoの[ i ]を[ y ]に変えたミスティコ（Mystico、スペイン語圏ではメイスティコの発音）へと区別するようになった。
それまではメキシコのインディ団体を回っていたが、前述の活躍を認められてAAAに入団。2005年まで活動。その後、アメリカとメキシコの境界に住んでいたこと、英語を話せるという利点からアメリカで活動することを決める。

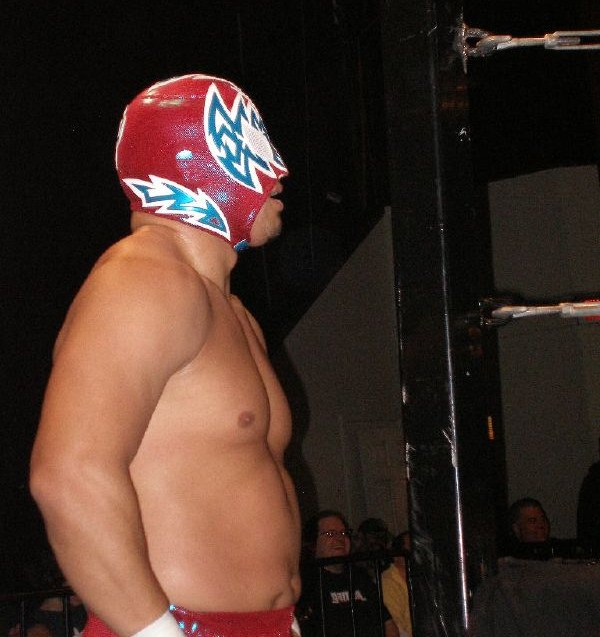
インコグニート時代

2006年、TNAに参戦。リングネームをインコグニート（Incognito）に変更。ワールドX-CUPトーナメントでチームメキシコに参加したり、シコデリコ・ジュニアとタッグを組んでNWA世界タッグチーム王座決定戦で決勝進出の活躍を見せた。
2007年にチカラ参戦。各団体のレスラー三人組、32チームが王座を争うトーナメント、キング・オブ・トリオでエル・パンテーラとリンス・ドラドと組んで優勝を飾った。その他NWAメキシコやROHなどにも参戦。

### WWE
2009年12月14日にWWEのトライアウトに参加。素顔のホルヘ・アリアス（Jorge Arias）で挑み、12月15日に最終テストとして、ECWのテレビマッチでフリオ・クルーズとタッグを組み、ケイレン・クロフト & トレント・バレッタと試合をした。ジョバーとしての役目だったが合格、契約を勝ち取った。

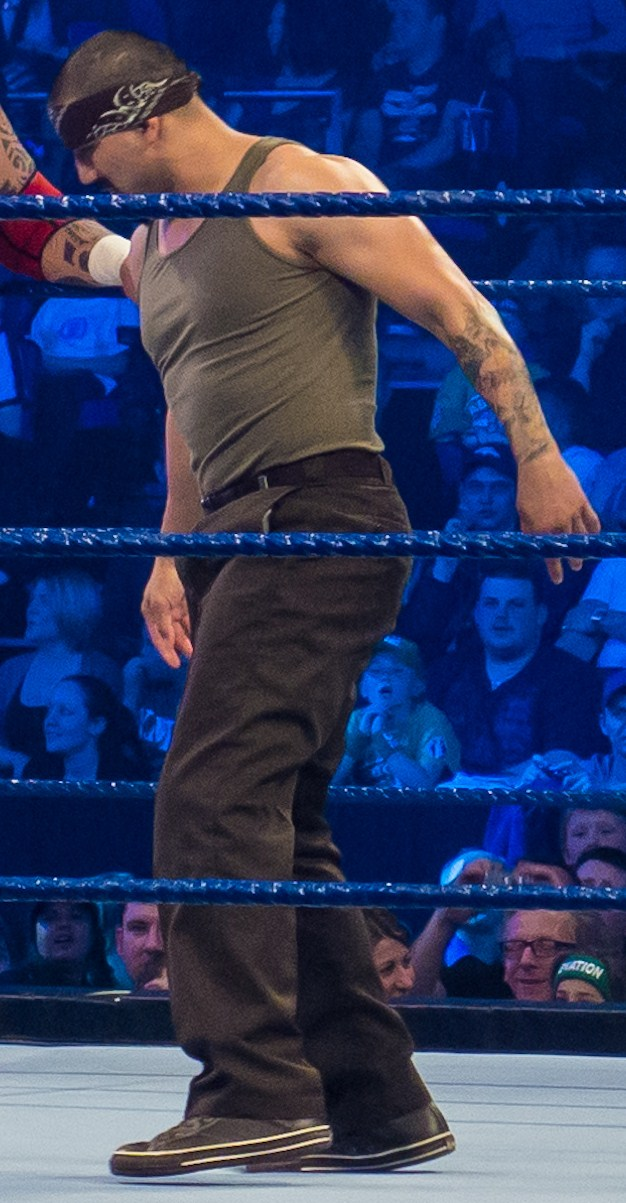
フニコ時代

2010年からFCWにて活動。リングネームをインコグニートからフニコ（Hunico）へと変更。エピコとタッグチーム、ロス・アヴィアドアース（Los Aviadores）を結成し、FCWフロリダタッグチーム王座を獲得。
2011年、FCWでトレーニングを継続していたが、7月にシン・カラ（イグナシオ・アルヴィルデ）が禁止薬物を摂取していたことが明らかになりウェルネス・ポリシーに違反したとして30日の謹慎処分となった。そのため8月よりシン・カラの代行としてSmackDown!に登場。シン・カラの代役を務め上げ、上層部からの信頼を深めた。その後ヒールとなり、シン・カラ・ネグロ（Sin Cara Negro）として活動。謹慎処分が明けて復帰したシン・カラがベビーのシン・カラ・アズールとなり、10月から抗争を展開。メキシコでマスカラ・コントラ・マスカラ戦を行って敗れ、マスクを取られた。素顔になってからはリングネームをフニコに戻し、11月よりWWEに昇格したエピコと結託してシン・カラとの抗争が続くかと思われたがPPVであるSurvivor Seriesでシン・カラが重傷を負い、長期欠場となったため頓挫。エピコはプリモとタッグを組むことになり、フニコは12月よりカマーチョを相棒として活動している。テッド・デビアスと抗争したり、タッグ戦などに出場していたが、徐々にSuperstarsやNXTレスリングでの出場が主になった。6月、負傷により欠場するがNXTにてカマーチョが試合に参加した際に実況にて「リング外での不祥事が原因」とコメントされている。また、カマーチョ自身もその後にマイクパフォーマンスで「メキシコで足止めを喰らっているフニコを救うのに金が要る」と語っている。
2013年4月、WrestleMania Axxessにて復帰し、相棒のカマーチョと組んでエゼキエル・ジャクソン & ヨシ・タツと対戦するが敗戦した。以降、WWE Liveを中心に出場し、11月5日のSuperstarsにてテレビショーに復帰。カマーチョとのタッグでウーソズと対戦するが敗戦した。11月よりNXTにてジ・アセンションと抗争を開始。12月2日、RAWにて再びシン・カラとなって登場。アルベルト・デル・リオと対戦して勝利した。以降、イグナシオ・アルヴィルデに入れ替わって本格的にシン・カラとして活動するようになり、カーティス・アクセル、ドリュー・マッキンタイアから連勝した。
2014年1月7日、SmackDownにてレイ・ミステリオ & ロス・マタドールズと組んでライバクセル & リアルアメリカンズと8人制タッグマッチで対戦して勝利した。翌8日にはNXTにてフニコとしてカマーチョとのタッグでジ・アセンションとトルネードタッグマッチによる決着戦が行われたが敗戦し、抗争は終了となった。同月、NXTでもシン・カラとして出場するようになり、2月5日のNXTではアレクサンダー・ルセフと対戦するも圧倒されてしまい敗戦した。
NXTではカリストとのタッグで活動。8月より開始されたNXTタッグ王座挑戦権争奪トーナメントに出場し、決勝まで進出。9月4日、決勝戦にてボードビラインズと対戦して勝利して優勝を飾った。9月11日、Takeover Fatal 4 WayにてNXTタッグ王座を保持するジ・アセンションに挑戦して勝利し、ベルトを奪取した。試合後にタッグネームをルチャ・ドラゴンズ（Lucha Dragons）にする事を発表した。12月11日、Takeover R Evolutionにてボードビラインズとタッグ王座戦を行い勝利し、ベルトを防衛した。
2015年3月30日、カリストと共にWWEへ再昇格を果たす。
しかし、2018年7月まではコンスタントに出場機会があったものの、8月はライブショー2試合への出場に留まり、退団要請などの問題もあり9月以降は出場機会のない状態が続いた。しかしこの退団要請は、WWE側がAEWへのスーパースターの流出を恐れていた為に結局は認められることはなかった。しかし、尚も退団要請を続けながらも、2019年6月7日にサウジアラビアのメッカで開催された「WWE Super ShowDown 2019」で一旦復帰をする。しかし2019年の6月の試合出場はこの1試合のみで、翌7月と翌々8月は退団要請の影響からか出場機会は無かった。
再度の退団要請も認められることはなく、2019年9月27日にテキサス州エルパソで開催されたライブショーで本格復帰し、この月は3日連続でライブショーに出場した。10月にはRAWに復帰して2試合、サウジアラビアのリヤドで開催された「WWE Crown Jewel 2019」にも出場している。11月にはWWEのヨーロッパツアーに帯同しライブショー6試合、テレビテーピング(RAW)1試合をこなしている。またアメリカでも1試合に出場した。
2019年12月8日、かねてより出していた退団要請が認められて、WWEから退団することが発表された。

### AAA
WWEを退団して6日後の2019年12月14日に開催された「AAA Guerra de Titanes 2019」の第5試合後の乱闘時にWWE時代と同じマスクとコスチューム、リングネームで登場し、パガーノを救出している。その際、2020年にAAAに登場することが本人の口から宣言される。
シン・カラのリングネーム及びマスクやコスチュームはWWEが権利を所有する為、AAA本格復帰に当たり、師匠であるシンタ・デ・オロ（初代）の名を受け継ぎ2代目として活動することとなり、2020年4月19日のAAAにおいて、シンタ・デ・オロ名義で初めての試合を行った。

## 得意技
- ドラゴンボム

現在使われているフィニッシャー。ハイアングル・セントーンボム
- フニコ・スペシャル

足4の字固め
- スクールボーイ・パワーボム
- クエバラドーラ
- スーサイド・ダイブ
- トペ・アトミコ
- スプリングボード・ムーンサルト
- スプリングボード・クロス・ボディ
- ハンドスプリング・バックエルボー
- コーナー（トップロープ）併用ハイキック

ミステシスや丸藤正道が使う物と同型だが、フニコの場合はエプロンに退避して走り込んで来た相手にコーナー越しに放つ。

## 獲得タイトル
WWE
- NXTタッグチーム王座:1回

w / カリスト
FCW
- FCWフロリダタッグチーム王座 : 2回

w / エピコ
CHIKARA
- キング・オブ・トリオ : 2008年優勝

w / エル・パンテーラ & リンス・ドラド
- レイ・デ・ボラドールズ : 1回

WWA
- WWAミドル級王座 : 2回

NCW
- NCW世界ヘビー級王座 : 1回
- NCWライトヘビー級王座 : 4回
- NCWミドル級王座 : 2回

## 入場曲
- Ancient Spirit
- Maldición (Curse)
- Respeto
- Lucha Lucha
- Faceless - 現在使用中